# ЗИП (остановочный пункт)
ЗИП — остановочный пункт Северо-Кавказской железной дороги на участке Ростов-на-Дону — Краснодар. Расположен в черте города Краснодара, между станцией Краснодар II и о.п Сады.

## Сообщение по станции
Поезда дальнего следования остановку не производят.
По графику 2023 года на станции останавливаются следующие электропоезда:
| № поезда       | Маршрут движения                       | Время отправления | Дни       |
| -------------- | -------------------------------------- | ----------------- | --------- |
| На Краснодар   |                                        |                   |           |
| 6701           | Тимашёвская I — Краснодар I            | 06:48             | ежедневно |
| 6703           | Тимашёвская I — Краснодар I            | 08:07             | ежедневно |
| 6705           | Староминская-Тимашёвская — Краснодар I | 09:39             | ежедневно |
| 6707           | Тимашёвская I — Краснодар I            | 14:10             | ежедневно |
| 6709           | Староминская-Тимашёвская — Краснодар I | 18:35             | ежедневно |
| На Тимашёвскую |                                        |                   |           |
| 6702           | Краснодар I — Староминская-Тимашёвская | 09:50             | ежедневно |
| 6706           | Краснодар I — Староминская-Тимашёвская | 15:36             | ежедневно |
| 6708           | Краснодар I — Тимашёвская I            | 18:07             | ежедневно |
| 6704           | Краснодар I — Тимашёвская I            | 18:48             | ежедневно |
| 6710           | Краснодар I — Тимашёвская I            | 21:00             | ежедневно |

## Фотогалерея

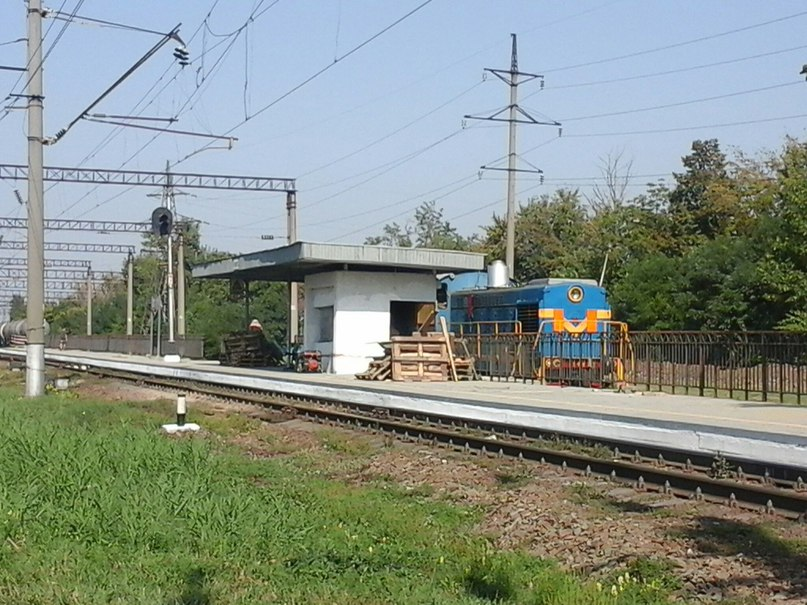
Локомотив проходит по 2-му пути
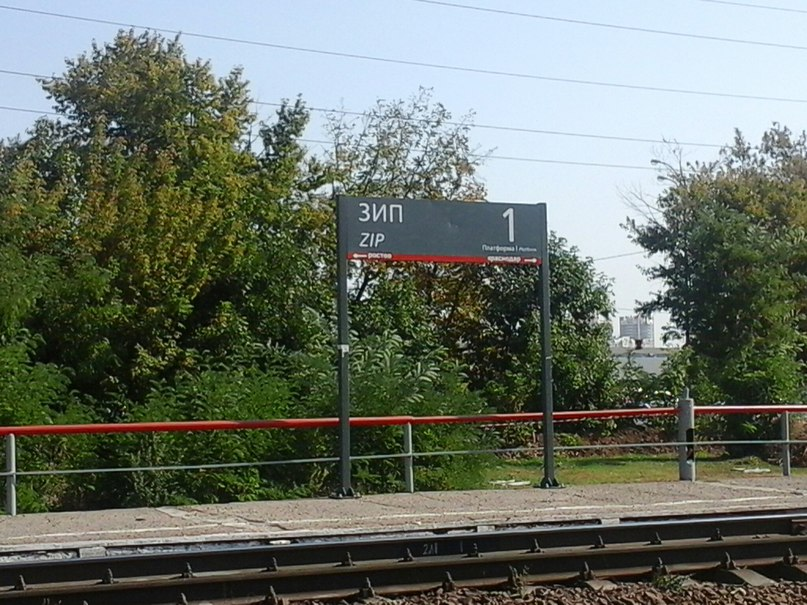
Табличка с названием станции
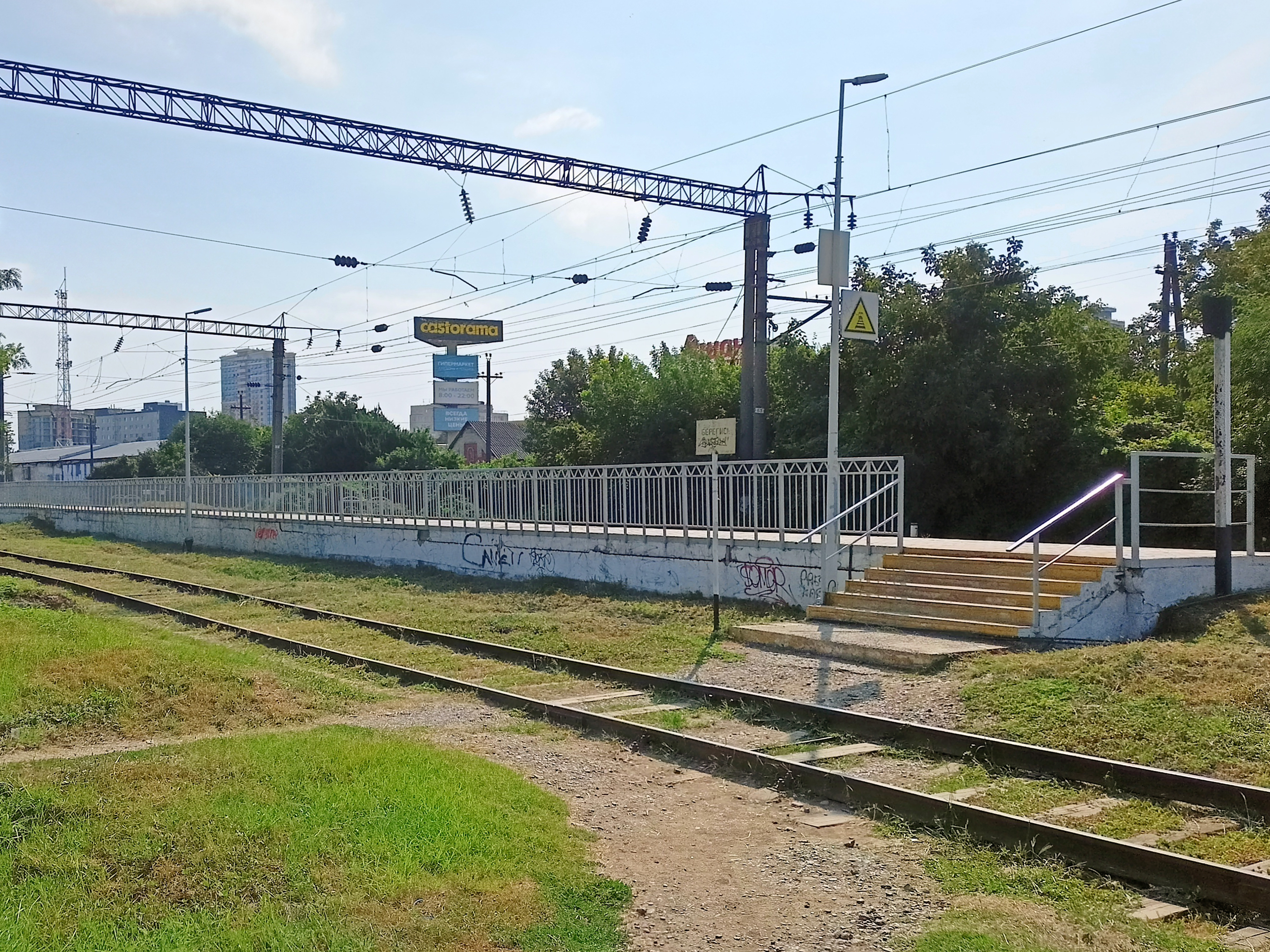
Вид на платформу
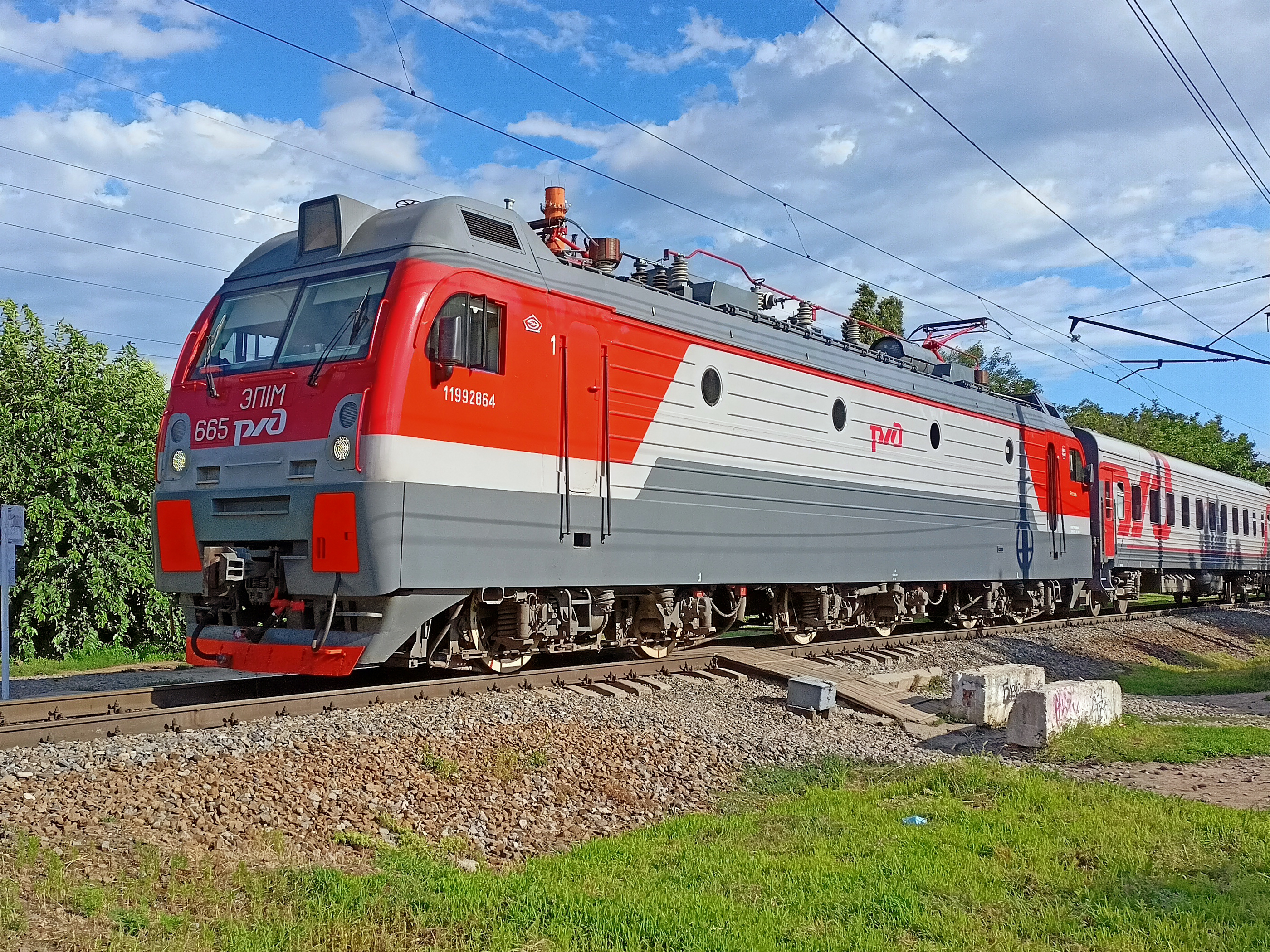
Электровоз ЭП1М-665 на о.п. ЗИП